# María Consuelo Araújo
María Consuelo Araújo Castro (Valledupar, 1971) é uma política e diplomata colombiana. Foi Ministra das Relações Exteriores do governo do Presidente Álvaro Uribe, de 7 de Agosto de 2006 a 19 de Fevereiro de 2007. Foi anteriormente Ministra da Cultura de 7 de Agosto de 2002 até 7 de Agosto de 2006.
Araújo vem de uma família do departamento de Cesar muito ligada à política. O seu pai, Álvaro Araújo Noguera, fez parte do governo do presidente Alfonso López Michelsen, e o seu irmão, Álvaro Araújo Castro, é senador e líder do partido Alas Equipo Colombia. 
Estudou Finanças e Relações Internacionais na Universidade Externado de Colombia e é especialista em Governo, Gestão e Assuntos Públicos pela Universidade de Columbia. Foi directora do Jardim Botânico José Celestino Mutis e do Instituto Distrital de Recreação e Desporto de Bogotá.
Durante o primeiro mandato do presidente Álvaro Uribe Vélez (2002 - 2006), Araújo foi Ministra de Cultura. Em 2006, após uma crise diplomática provocada pelos ex-presidentes Ernesto Samper e Andrés Pastrana, Araújo, que havia sido designada como futura embaixadora no México, foi nomeada chanceler. 
Araújo é casada com o fotógrafo Ricardo Mazalán e tem uma filha, Susana, nascida em 2002.